# Hidrangeàcies
Hidrangeàcia (Hydrangeaceae) és una família de plantes amb flor (angiospermes).
L'hortènsia, planta d'ús ornamental, és l'espècie més coneguda d'aquesta família.
En sentit ampli inclou 17 gèneres, tanmateix alguns taxonomistes en separen set gèneres i els ubiquen dins la família Philadelphaceae.
La distribució de les hidrangeàcies és principalment a l'Àsia i a Amèrica del Nord i localitzadament al sud-est d'Europa.
Normalment, les espècies de la família tenen la disposició de les fulles oposada i les flors hermafrodites amb 4 pètals. El fruit pot ser en càpsula o en baia, i les llavors tenen l'endosperm carnós.

## Gèneres
| - Hydrangeaceae Dumort. sensu stricto - Broussaisia - Cardiandra - Decumaria - Deinanthe - Dichroa - Hydrangea - Kirengeshoma - Pileostegia - Platycrater - Schizophragma | - Philadelphaceae D. Don - Carpenteria - Deutzia - Fendlera - Fendlerella - Jamesia - Philadelphus - Whipplea |

A més, el gènere Pottingeria de vegades s'ha inclòs en la família de les hidrangeàcies, mentre que altres autors ho fan o bé en la família de les balanoforàcies, o en la seva pròpia família potingeriàcia.